# Beauce-Sartigan
Beauce-Sartigan es un municipio regional de condado (MRC) de Quebec en Canadá. Está ubicado en la región administrativa de Chaudière-Appalaches. La sede y ciudad más poblada es Saint-Georges.

## Geografía

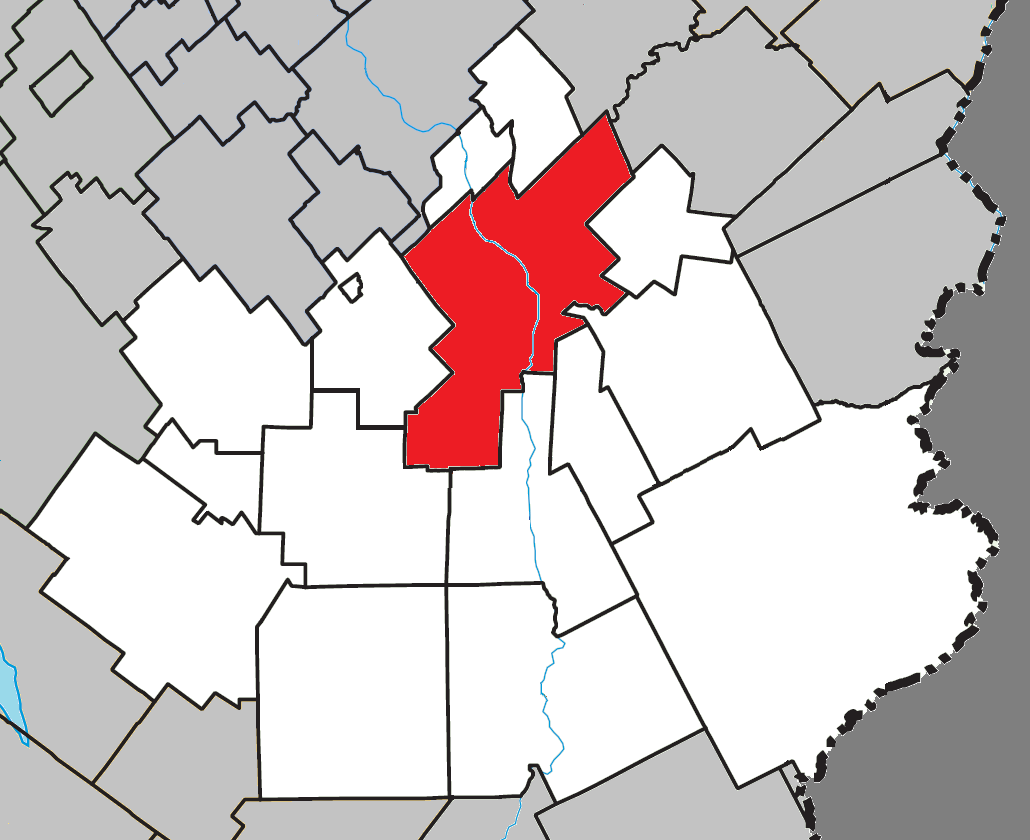
MRC de Beauce-Sartigan, en rojo Saint-Georges

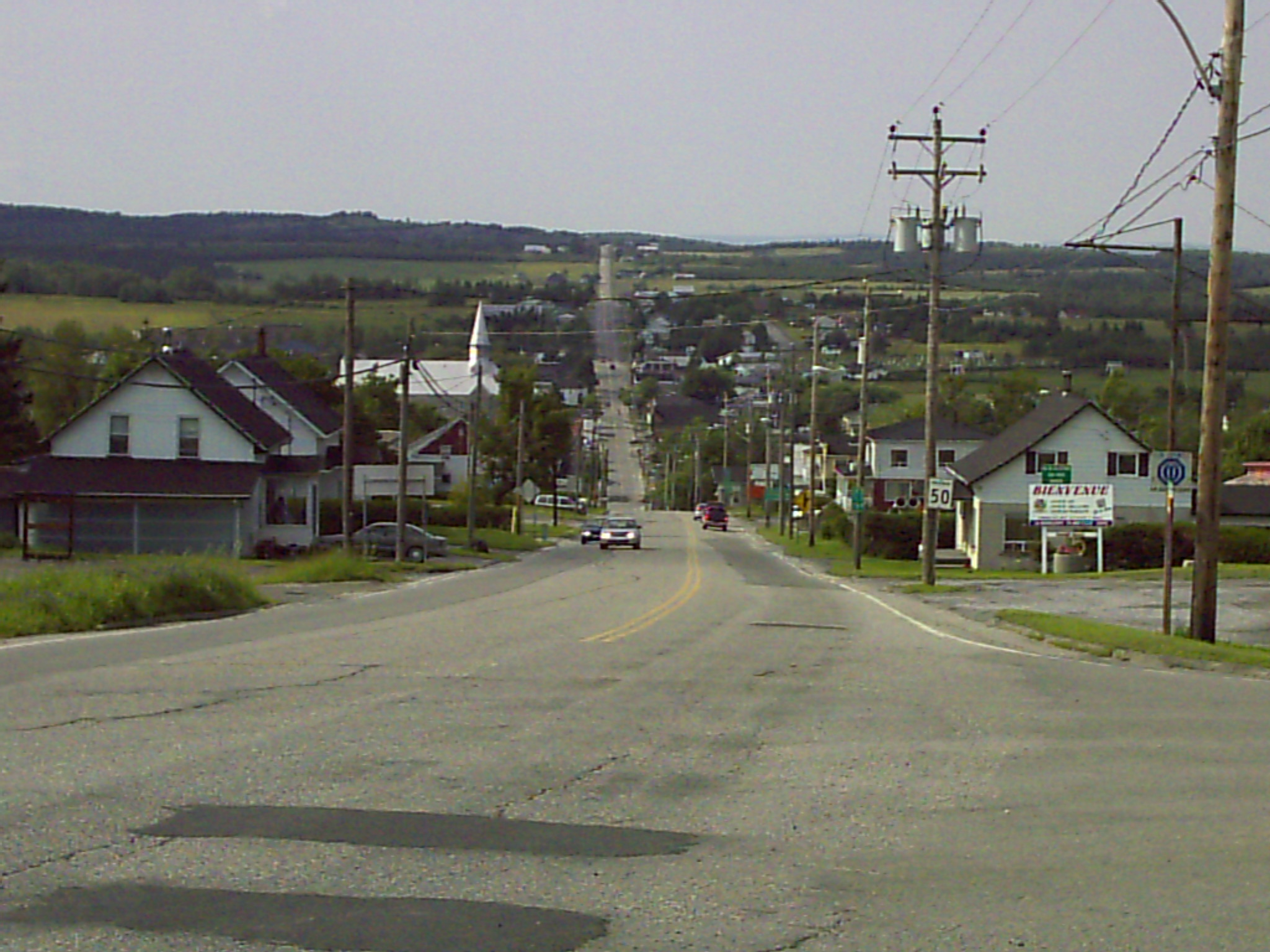
La Guadeloupe

El MRC de Beauce-Sartigan está ubicado en la parte sur de Chaudière-Appalaches, por la frontera con los Estados Unidos. Limita al sur con el MRC de Le Granit, al oeste con Les Appalaches, al noroeste con Robert-Cliche, al norte con Les Etchemins y al este con el condado de Somerset en el estado estadounidense de Maine. Su superficie total es de 1977 km², de los cuales 1953 km² son tierra firme. El relieve es ondulado con la cadena de Beauce al norte y las  Montañas Blancas al sur. Los valles del Chaudière y del Linière, su afluente, atraviesan el territorio.

## Historia

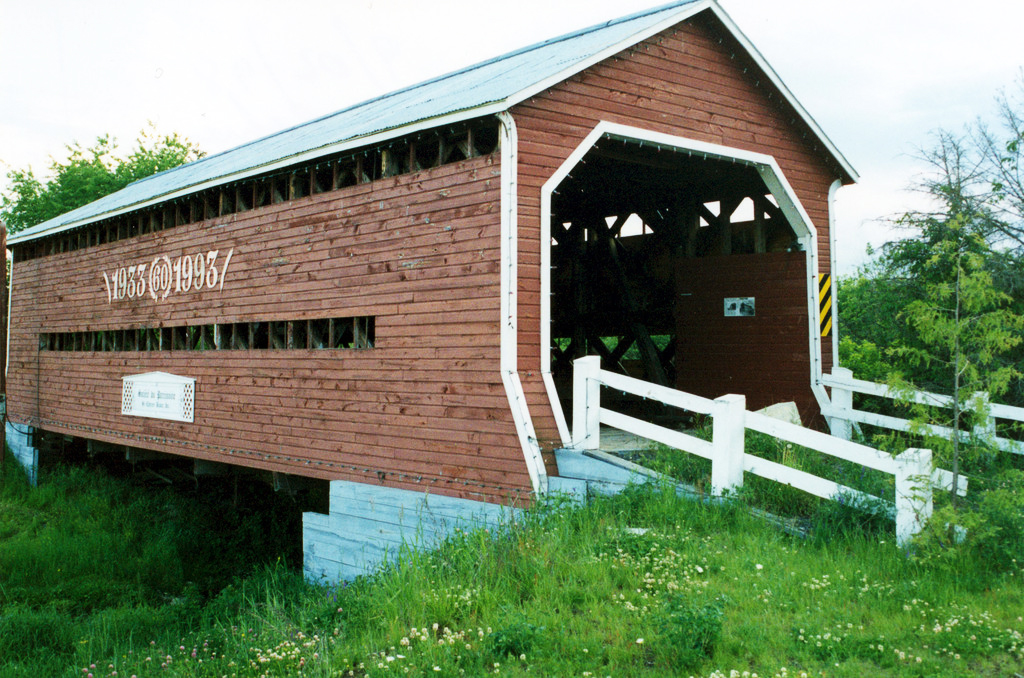
Puente Napoléon-Grondin en Saint-Éphrem-de-Beauce

El MRC de Beauce-Sartigan fue constituido en 1982 con la parte sur del antiguo condado de Beauce y de municipios del antiguo condado de Frontenac. El topónimo del MRC se compuesta de dos nombres designando dos regiones geográficas similares y más grandes que el MRC. Beauce es la región histórica franco-canadiense correspondiendo al valle del Chaudière aunque Sartigan procede de la palabra Mechatigan, o Msakkikhan, nombre abenaki del río Chaudière y refiriendo también al territorio del Chaudière recorrido por los Abenakis. Los franco-canadienses dieron el nombre Sartigan a una antigua localidad situada al confluente de los ríos Famine y Chaudière, en el actual Saint-Georges.

## Política

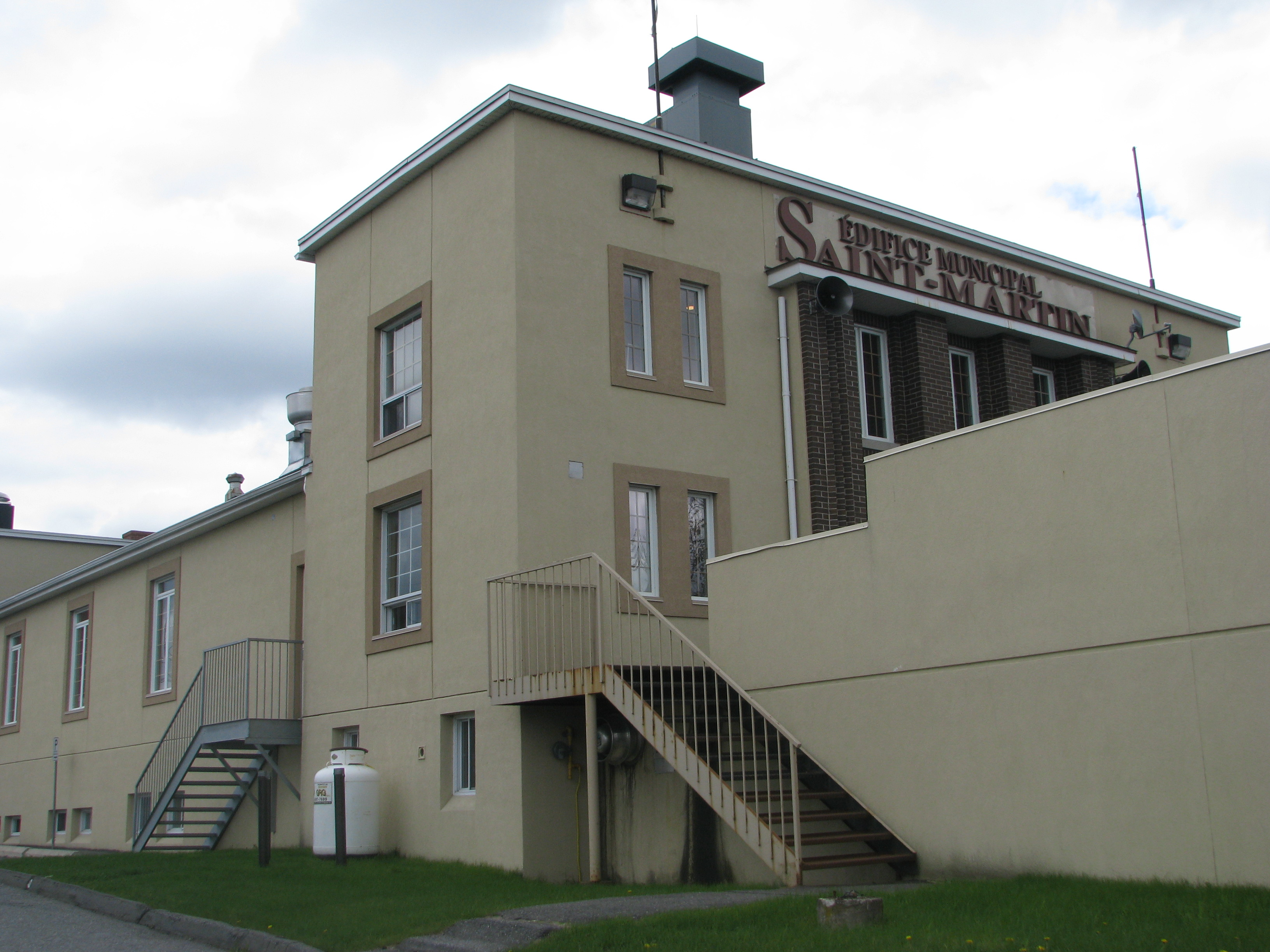
Ayuntamiento de Saint-Martin

El prefecto actual (2015) es Pierre Bégin, alcalde de Notre-Dame-des-Pins. El territorio del MRC forma parte de las circunscripciones electorales de Beauce-Sud a nivel provincial y de Beauce a nivel federal.

## Demografía
Según el censo de Canadá de 2011, había 50 962 habitantes en este MRC. La densidad de población era de 26,1 hab./km². La población aumentó de 1351 personas (2,7 %) entre 2006 y 2011. En 2011, el número total de inmuebles particulares era de 23 410, de los que 21 794 estaban ocupados por residentes habituales, los otros siendo desocupados o segundas residencias. La población es en mayoría francófona y urbana aunque todavía muy rural.
Evolución de la población total, 1991-2015

## Economía
Aunque la agricultura es un sector económico mayor de la región, la industria de transformación, particularmente de vestido, de madera, de materiales de acero y de material de transporte es más importante.

## Comunidades locales
Hay 16 municipios en el territorio del MRC de Beauce-Sartigan.
| Código | Nombre                    | Tipo      | Fecha de constitución | Área total (km²) | Área agua (km²) | Área tierra (km²) | Población 2014 | Gentilicio (en francés) | Densidad (hab./km²) | DT | Número de concejales | CEP        | CEF    |
| ------ | ------------------------- | --------- | --------------------- | ---------------- | --------------- | ----------------- | -------------- | ----------------------- | ------------------- | -- | -------------------- | ---------- | ------ |
| 29005  | Saint-Théophile           | Municipio | 28.06.1975            | 436,56           | 8,69            | 427,87            | 749            | Théophilien, ne*        | 1,8                 | S  | 6                    | Beauce-Sud | Beauce |
| 29013  | Saint-Gédéon-de-Beauce    | Municipio | 12.02.2003            | 200,20           | 1,80            | 198,40            | 2257           | -                       | 11,4                | S  | 6                    | Beauce-Sud | Beauce |
| 29020  | Saint-Hilaire-de-Dorset   | Parroquia | 12.04.1916            | 189,31           | 2,68            | 186,63            | 101            | Dorsétois, e*           | 0,5                 | S  | 6                    | Beauce-Sud | Beauce |
| 29025  | Saint-Évariste-de-Forsyth | Municipio | 01.03.1870            | 111,98           | 0,77            | 111,21            | 507            | -                       | 4,6                 | S  | 6                    | Beauce-Sud | Beauce |
| 29030  | La Guadeloupe             | Pueblo    | 06.08.1929            | 32,72            | 0,08            | 32,64             | 1814           | Guadeloupien, ne*       | 55,06               | S  | 6                    | Beauce-Sud | Beauce |
| 29038  | Saint-Honoré-de-Shenley   | Municipio | 19.04.2000            | 133,72           | 0,28            | 133,44            | 1603           | Shenléen, ne*           | 12,0                | S  | 6                    | Beauce-Sud | Beauce |
| 29045  | Saint-Martin              | Parroquia | 12.10.1911            | 119,76           | 1,66            | 118,10            | 2454           | Martinois, e*           | 20,8                | S  | 6                    | Beauce-Sud | Beauce |
| 29050  | Saint-René                | Parroquia | 01.01.1945            | 61,43            | 0,08            | 61,35             | 733            | Renéen, ne⁰             | 11,9                | S  | 6                    | Beauce-Sud | Beauce |
| 29057  | Saint-Côme-Linière        | Municipio | 13.04.1994            | 152,21           | 1,46            | 150,75            | 3322           | -                       | 22,0                | D  | 6                    | Beauce-Sud | Beauce |
| 29065  | Saint-Philibert           | Municipio | 25.02.1921            | 56,60            | 0,09            | 56,51             | 372            | -                       | 6,6                 | S  | 6                    | Beauce-Sud | Beauce |
| 29073  | Saint-Georges             | Ciudad    | 26.09.2001            | 202,46           | 3,15            | 199,31            | 32 321         | Georgien, ne⁰           | 162,2               | D  | 8                    | Beauce-Sud | Beauce |
| 29095  | Lac-Poulin                | Pueblo    | 05.03.1959            | 1,54             | 0,34            | 0,83              | 135            | Lac-Poulinois, e*       | 162,7               | S  | 6                    | Beauce-Sud | Beauce |
| 29100  | Saint-Benoît-Labre        | Municipio | 04.01.1894            | 87,22            | 1,02            | 86,20             | 1633           | Benois, e*              | 18,9                | S  | 6                    | Beauce-Sud | Beauce |
| 29112  | Saint-Éphrem-de-Beauce    | Municipio | 24.12.1997            | 119,03           | 0,24            | 118,79            | 2567           | Éphremois, e*           | 21,6                | S  | 6                    | Beauce-Sud | Beauce |
| 29120  | Notre-Dame-des-Pins       | Parroquia | 29.06.1926            | 25,03            | 0,79            | 24,24             | 1405           | Notredamois, e⁰         | 58,0                | S  | 6                    | Beauce-Sud | Beauce |
| 29125  | Saint-Simon-les-Mines     | Municipio | 01.06.1950            | 47,33            | 0,06            | 47,27             | 569            | -                       | 12,0                | S  | 6                    | Beauce-Sud | Beauce |
| 290    | Beauce-Sartigan           | MRC       | 01.01.1982            | 1977,10          | 23,56           | 1953,54           | 52 542         | -                       | 26,9                | -  | -                    | Beauce-Sud | Beauce |

DT división territorial, D distritos, S sin división; CEP circunscripción electoral provincial, CEF circunscripción electoral federal; * Oficial, ⁰ No oficial